# 艋舺豐川閣
艋舺豐川閣是台灣台北市有明町（現・萬華區）的寺院，也稱艋舺豐川稻荷、萬華稻荷，日治時代創建，台北四國八十八所靈場之第三番札所。戰後廢寺，原址位在現環河南路二段35巷前的道路中央。

## 歷史
台灣日治時代明治34年（1901年）創建，是佛教系稻荷信仰的社祠，供奉由豐川稻荷請來的豐川吒枳尼真天，宗派屬於日本曹洞宗。吒枳尼天在日本，被奉為主宰豐收與財富的稻荷神。在台北稻荷神社鎮座前，艋舺豐川閣是台北最著名的稻荷信仰社祠。創設之初，曾暫奉在艋舺龍山寺，明治35年（1902年），始遷座入寺，設有明神式鳥居，與春日式石燈籠。二戰後廢寺。

## 脚注
1. ↑   (PDF). （原始内容 (PDF)存档于2019-02-04）.

## 關連項目
- 豐川稻荷
- 台灣神社列表